# 穆扎法尔·哈桑
穆扎法尔·哈桑（1920年—2012年5月24日）是一名巴基斯坦海军高级軍官，从1969年到1972年担任巴基斯坦海军的最后一任巴基斯坦海军总司令，他在巴基斯坦总统叶海亚·汗和佐勒菲卡尔·阿里·布托总统手下任職。:199
他因在1971年与印度的第三次印巴戰爭中指挥巴基斯坦海军而闻名。1971年12月22日，他被解除兵役职务，并因巴基斯坦战争调查委员会根据总检察長证实的指控而被解除海军指挥权。同時被免職的有巴基斯坦陆军司令古尔·哈桑·汗和巴基斯坦空军司令阿卜杜勒·拉希姆·汗。他被解职后由海军中将哈桑·哈菲兹·艾哈迈德接替。